# Guadalperalský dolmen
Guadalperalský dolmen je název kromlechu (kamenný kruh), který se nachází u města Peraleda de la Mata v Provincii Cáceres, v autonomním společenství Extremadura. Je zatopený vodní nádrží Valdecañas.

## Historie
Stavba je stará více než 7000 let. Soustava kamenů má vnitřní komoru o průměru přibližně 5 metrů a u vchodu do jejího centra stojí menhir s vytesaným hadem.
Guadalperalský dolmen byl objeven v roce 1926 a zkoumán archeology až do roku 1927. V roce 1964 byl zatopen při dokončení přehrady (1957–1964) a bývá viditelný či přístupný pouze při nízké hladině vody.